# Florian Grillitsch
Florian Grillitsch (Neunkirchen, 7 agosto 1995) è un calciatore austriaco, centrocampista dell'Hoffenheim e della nazionale austriaca.

## Caratteristiche tecniche
Di ruolo mediano, all'occorrenza è stato schierato pure come difensore centrale. Forte atleticamente, dispone di buona visione di gioco, è un buon recupera palloni ed è bravo a intervenire in tackle. Gioca a due tocchi e sceglie spesso la soluzione essenziale.

## Carriera

### Club
Dopo avere mosso i primi passi nel Pottschach e nel St. Pölten, nel 2013 si è trasferito in Germania al Werder Brema. Al Werder milita per 2 anni nella seconda squadra per poi esordire con la prima l'8 agosto 2015 in DFB-Pokal contro gli Kickers Würzburg. Sette giorni dopo esordisce anche in Bundesliga nella sconfitta per 0-3 contro lo Schalke 04.
Il 16 gennaio 2017 viene annunciato il suo trasferimento all'Hoffenheim a partire dal 1º luglio seguente.
Il 1º settembre 2022, dopo essere rimasto svincolato dal club tedesco, firma un contratto annuale con l'Ajax.
Il 27 giugno 2023, dopo una sola stagione coi lancieri (con cui ha trovato poco spazio), torna a vestire la maglia dell'Hoffenheim.
Dopo una stagione e mezza passa in prestito fino al termine della stagione al Real Valladolid.

### Nazionale
Ha giocato nelle nazionali giovanili austriache Under-17, Under-18 ed Under-19.
Ha partecipato ai Mondiali Under-20 del 2015.
Dopo avere militato nelle selezioni giovanili austriache, nel marzo 2017 riceve la sua prima convocazione in nazionale maggiore in sostituzione dell'infortunato Louis Schaub. Il 28 del mese stesso fa il suo esordio con i biancorossi nell'amichevole pareggiata 1-1 contro la Finlandia.
Il 27 marzo 2018 realizza il suo primo gol in occasione dell'amichevole vinta 0-4 in casa del Lussemburgo.

## Statistiche

### Presenze e reti nei club
Statistiche aggiornate al 17 giugno 2024.
| Stagione            | Squadra             | Campionato          | Campionato | Campionato | Coppe nazionali | Coppe nazionali | Coppe nazionali | Coppe continentali | Coppe continentali | Coppe continentali | Altre coppe | Altre coppe | Altre coppe | Totale | Totale |
| Stagione            | Squadra             | Comp                | Pres       | Reti       | Comp            | Pres            | Reti            | Comp               | Pres               | Reti               | Comp        | Pres        | Reti        | Pres   | Reti   |
| ------------------- | ------------------- | ------------------- | ---------- | ---------- | --------------- | --------------- | --------------- | ------------------ | ------------------ | ------------------ | ----------- | ----------- | ----------- | ------ | ------ |
| 2015-2016           | Werder Brema        | BL                  | 25         | 1          | CG              | 5               | 1               | -                  | -                  | -                  | -           | -           | -           | 30     | 2      |
| 2016-2017           | Werder Brema        | BL                  | 23         | 2          | CG              | 1               | 0               | -                  | -                  | -                  | -           | -           | -           | 24     | 2      |
| Totale Werder Brema | Totale Werder Brema | Totale Werder Brema | 48         | 3          |                 | 6               | 1               |                    | -                  | -                  |             | -           | -           | 54     | 4      |
| 2017-2018           | Hoffenheim          | BL                  | 25         | 1          | CG              | 1               | 0               | UCL+UEL            | 0+3                | 1                  | -           | -           | -           | 29     | 2      |
| 2018-2019           | Hoffenheim          | BL                  | 30         | 0          | CG              | 0               | 0               | UCL                | 6                  | 1                  | -           | -           | -           | 36     | 1      |
| 2019-2020           | Hoffenheim          | BL                  | 31         | 0          | CG              | 3               | 1               | -                  | -                  | -                  | -           | -           | -           | 34     | 1      |
| 2020-2021           | Hoffenheim          | BL                  | 26         | 2          | CG              | 1               | 0               | UEL                | 7                  | 2                  | -           | -           | -           | 34     | 4      |
| 2021-2022           | Hoffenheim          | BL                  | 18         | 0          | CG              | 0               | 0               | -                  | -                  | -                  | -           | -           | -           | 18     | 0      |
| 2022-2023           | Ajax                | ED                  | 10         | 0          | CO              | 3               | 0               | UCL                | 5                  | 0                  | SO          | 0           | 0           | 18     | 0      |
| 2023-2024           | Hoffenheim          | BL                  | 30         | 1          | CG              | 1               | 0               | -                  | -                  | -                  | -           | -           | -           | 31     | 1      |
| Totale Hoffenheim   | Totale Hoffenheim   | Totale Hoffenheim   | 160        | 4          |                 | 6               | 1               |                    | 16                 | 4                  |             | -           | -           | 182    | 9      |
| Totale carriera     | Totale carriera     | Totale carriera     | 218        | 7          |                 | 15              | 2               |                    | 21                 | 4                  |             | 0           | 0           | 254    | 13     |

### Cronologia presenze e reti in nazionale
| Cronologia completa delle presenze e delle reti in nazionale ― Austria | Cronologia completa delle presenze e delle reti in nazionale ― Austria | Cronologia completa delle presenze e delle reti in nazionale ― Austria | Cronologia completa delle presenze e delle reti in nazionale ― Austria | Cronologia completa delle presenze e delle reti in nazionale ― Austria | Cronologia completa delle presenze e delle reti in nazionale ― Austria | Cronologia completa delle presenze e delle reti in nazionale ― Austria | Cronologia completa delle presenze e delle reti in nazionale ― Austria |
| Data                                                                   | Città                                                                  | In casa                                                                | Risultato                                                              | Ospiti                                                                 | Competizione                                                           | Reti                                                                   | Note                                                                   |
| ---------------------------------------------------------------------- | ---------------------------------------------------------------------- | ---------------------------------------------------------------------- | ---------------------------------------------------------------------- | ---------------------------------------------------------------------- | ---------------------------------------------------------------------- | ---------------------------------------------------------------------- | ---------------------------------------------------------------------- |
| 28-3-2017                                                              | Innsbruck                                                              | Austria                                                                | 1 – 1                                                                  | Finlandia                                                              | Amichevole                                                             | -                                                                      | 46’                                                                    |
| 11-6-2017                                                              | Dublino                                                                | Irlanda                                                                | 1 – 1                                                                  | Austria                                                                | Qual. Mondiali 2018                                                    | -                                                                      | 79’                                                                    |
| 5-9-2017                                                               | Vienna                                                                 | Austria                                                                | 1 – 1                                                                  | Georgia                                                                | Qual. Mondiali 2018                                                    | -                                                                      | 80’                                                                    |
| 6-10-2017                                                              | Vienna                                                                 | Austria                                                                | 3 – 2                                                                  | Serbia                                                                 | Qual. Mondiali 2018                                                    | -                                                                      | 77’                                                                    |
| 9-10-2017                                                              | Chișinău                                                               | Moldavia                                                               | 0 – 1                                                                  | Austria                                                                | Qual. Mondiali 2018                                                    | -                                                                      |                                                                        |
| 14-11-2017                                                             | Vienna                                                                 | Austria                                                                | 2 – 1                                                                  | Uruguay                                                                | Amichevole                                                             | -                                                                      | 74’                                                                    |
| 23-3-2018                                                              | Klagenfurt am Wörthersee                                               | Austria                                                                | 3 – 0                                                                  | Slovenia                                                               | Amichevole                                                             | -                                                                      | 74’                                                                    |
| 27-3-2018                                                              | Lussemburgo                                                            | Lussemburgo                                                            | 0 – 4                                                                  | Austria                                                                | Amichevole                                                             | 1                                                                      | 81’                                                                    |
| 30-5-2018                                                              | Innsbruck                                                              | Austria                                                                | 1 – 0                                                                  | Russia                                                                 | Amichevole                                                             | -                                                                      | 46’                                                                    |
| 2-6-2018                                                               | Klagenfurt am Wörthersee                                               | Austria                                                                | 2 – 1                                                                  | Germania                                                               | Amichevole                                                             | -                                                                      | 79’                                                                    |
| 10-6-2018                                                              | Vienna                                                                 | Austria                                                                | 0 – 3                                                                  | Brasile                                                                | Amichevole                                                             | -                                                                      | 66’                                                                    |
| 6-9-2018                                                               | Vienna                                                                 | Austria                                                                | 2 – 0                                                                  | Svezia                                                                 | Amichevole                                                             | -                                                                      | 81’                                                                    |
| 11-9-2018                                                              | Zenica                                                                 | Bosnia ed Erzegovina                                                   | 1 – 0                                                                  | Austria                                                                | UEFA Nations League 2018-2019 - 1º turno                               | -                                                                      | 81’                                                                    |
| 21-3-2019                                                              | Vienna                                                                 | Austria                                                                | 0 – 1                                                                  | Polonia                                                                | Qual. Euro 2020                                                        | -                                                                      | 84’                                                                    |
| 6-9-2019                                                               | Salisburgo                                                             | Austria                                                                | 6 – 0                                                                  | Lettonia                                                               | Qual. Euro 2020                                                        | -                                                                      | 81’                                                                    |
| 19-11-2019                                                             | Riga                                                                   | Lettonia                                                               | 1 – 0                                                                  | Austria                                                                | Qual. Euro 2020                                                        | -                                                                      |                                                                        |
| 7-9-2020                                                               | Vienna                                                                 | Austria                                                                | 2 – 3                                                                  | Romania                                                                | UEFA Nations League 2020-2021 - 1º turno                               | -                                                                      | 81’                                                                    |
| 7-10-2020                                                              | Klagenfurt am Wörthersee                                               | Austria                                                                | 2 – 1                                                                  | Grecia                                                                 | Amichevole                                                             | -                                                                      | 46’                                                                    |
| 14-10-2020                                                             | Ploiești                                                               | Romania                                                                | 0 – 1                                                                  | Austria                                                                | UEFA Nations League 2020-2021 - 1º turno                               | -                                                                      | 76’                                                                    |
| 25-3-2021                                                              | Glasgow                                                                | Scozia                                                                 | 2 – 2                                                                  | Austria                                                                | Qual. Mondiali 2022                                                    | -                                                                      | 70’                                                                    |
| 28-3-2021                                                              | Vienna                                                                 | Austria                                                                | 3 – 1                                                                  | Fær Øer                                                                | Qual. Mondiali 2022                                                    | -                                                                      | 16’                                                                    |
| 2-6-2021                                                               | Middlesbrough                                                          | Inghilterra                                                            | 1 – 0                                                                  | Austria                                                                | Amichevole                                                             | -                                                                      | 62’                                                                    |
| 6-6-2021                                                               | Vienna                                                                 | Austria                                                                | 0 – 0                                                                  | Slovacchia                                                             | Amichevole                                                             | -                                                                      |                                                                        |
| 17-6-2021                                                              | Amsterdam                                                              | Paesi Bassi                                                            | 2 – 0                                                                  | Austria                                                                | Euro 2020 - 1º turno                                                   | -                                                                      | 62’                                                                    |
| 21-6-2021                                                              | Bucarest                                                               | Ucraina                                                                | 0 – 1                                                                  | Austria                                                                | Euro 2020 - 1º turno                                                   | -                                                                      |                                                                        |
| 26-6-2021                                                              | Londra                                                                 | Italia                                                                 | 2 – 1 dts                                                              | Austria                                                                | Euro 2020 - Ottavi di finale                                           | -                                                                      | 106’                                                                   |
| 1-9-2021                                                               | Chișinău                                                               | Moldavia                                                               | 0 – 2                                                                  | Austria                                                                | Qual. Mondiali 2022                                                    | -                                                                      | 82’                                                                    |
| 4-9-2021                                                               | Haifa                                                                  | Israele                                                                | 5 – 2                                                                  | Austria                                                                | Qual. Mondiali 2022                                                    | -                                                                      | 62’ 79’                                                                |
| 7-9-2021                                                               | Vienna                                                                 | Austria                                                                | 0 – 1                                                                  | Scozia                                                                 | Qual. Mondiali 2022                                                    | -                                                                      | 77’                                                                    |
| 9-10-2021                                                              | Tórshavn                                                               | Fær Øer                                                                | 0 – 2                                                                  | Austria                                                                | Qual. Mondiali 2022                                                    | -                                                                      |                                                                        |
| 12-10-2021                                                             | Copenaghen                                                             | Danimarca                                                              | 1 – 0                                                                  | Austria                                                                | Qual. Mondiali 2022                                                    | -                                                                      |                                                                        |
| 12-11-2021                                                             | Klagenfurt am Wörthersee                                               | Austria                                                                | 4 – 2                                                                  | Israele                                                                | Qual. Mondiali 2022                                                    | -                                                                      |                                                                        |
| 15-11-2021                                                             | Klagenfurt am Wörthersee                                               | Austria                                                                | 4 – 1                                                                  | Moldavia                                                               | Qual. Mondiali 2022                                                    | -                                                                      | 58’                                                                    |
| 16-11-2022                                                             | Malaga                                                                 | Andorra                                                                | 0 – 1                                                                  | Austria                                                                | Amichevole                                                             | -                                                                      |                                                                        |
| 20-11-2022                                                             | Vienna                                                                 | Austria                                                                | 2 – 0                                                                  | Italia                                                                 | Amichevole                                                             | -                                                                      | 81’                                                                    |
| 20-6-2023                                                              | Vienna                                                                 | Austria                                                                | 2 – 0                                                                  | Svezia                                                                 | Qual. Euro 2024                                                        | -                                                                      | 71’                                                                    |
| 7-9-2023                                                               | Linz                                                                   | Austria                                                                | 1 – 1                                                                  | Moldavia                                                               | Amichevole                                                             | -                                                                      |                                                                        |
| 12-9-2023                                                              | Solna                                                                  | Svezia                                                                 | 1 – 3                                                                  | Austria                                                                | Qual. Euro 2024                                                        | -                                                                      | 87’                                                                    |
| 13-10-2023                                                             | Vienna                                                                 | Austria                                                                | 2 – 3                                                                  | Belgio                                                                 | Qual. Euro 2024                                                        | -                                                                      | 15’                                                                    |
| 16-10-2023                                                             | Baku                                                                   | Azerbaigian                                                            | 0 – 1                                                                  | Austria                                                                | Qual. Euro 2024                                                        | -                                                                      |                                                                        |
| 23-3-2024                                                              | Bratislava                                                             | Slovacchia                                                             | 0 – 2                                                                  | Austria                                                                | Amichevole                                                             | -                                                                      | 46’                                                                    |
| 4-6-2024                                                               | Vienna                                                                 | Austria                                                                | 2 – 1                                                                  | Serbia                                                                 | Amichevole                                                             | -                                                                      | 43’                                                                    |
| 8-6-2024                                                               | San Gallo                                                              | Svizzera                                                               | 1 – 1                                                                  | Austria                                                                | Amichevole                                                             | -                                                                      | 46’                                                                    |
| 17-6-2024                                                              | Düsseldorf                                                             | Austria                                                                | 0 – 1                                                                  | Francia                                                                | Euro 2024 - 1º turno                                                   | -                                                                      | 59’                                                                    |
| 21-6-2024                                                              | Berlino                                                                | Polonia                                                                | 1 – 3                                                                  | Austria                                                                | Euro 2024 - 1º turno                                                   | -                                                                      | 46’                                                                    |
| 25-6-2024                                                              | Berlino                                                                | Paesi Bassi                                                            | 2 – 3                                                                  | Austria                                                                | Euro 2024 - 1º turno                                                   | -                                                                      | 62’                                                                    |
| 2-7-2024                                                               | Lipsia                                                                 | Austria                                                                | 1 – 2                                                                  | Turchia                                                                | Euro 2024 - Ottavi di finale                                           | -                                                                      | 64’                                                                    |
| 10-10-2024                                                             | Linz                                                                   | Austria                                                                | 4 – 0                                                                  | Kazakistan                                                             | UEFA Nations League 2024-2025 - 1º turno                               | -                                                                      | 76’                                                                    |
| 13-10-2024                                                             | Linz                                                                   | Austria                                                                | 5 – 1                                                                  | Norvegia                                                               | UEFA Nations League 2024-2025 - 1º turno                               | -                                                                      | 84’                                                                    |
| 17-11-2024                                                             | Vienna                                                                 | Austria                                                                | 1 – 1                                                                  | Slovenia                                                               | UEFA Nations League 2024-2025 - 1º turno                               | -                                                                      | 90’                                                                    |
| 20-3-2025                                                              | Vienna                                                                 | Austria                                                                | 1 – 1                                                                  | Serbia                                                                 | UEFA Nations League 2024-2025 - Play-off                               | -                                                                      | 77’                                                                    |
| 23-3-2025                                                              | Belgrado                                                               | Serbia                                                                 | 2 – 0                                                                  | Austria                                                                | UEFA Nations League 2024-2025 - Play-off                               | -                                                                      | 75’                                                                    |
| 7-6-2025                                                               | Vienna                                                                 | Austria                                                                | 2 – 1                                                                  | Romania                                                                | Qual. Mondiali 2026                                                    | -                                                                      | 81’ 90’                                                                |
| Totale                                                                 |                                                                        | Presenze                                                               | 53                                                                     |                                                                        | Reti                                                                   | 1                                                                      |                                                                        |